# Amra Sadikovic
Amra Sadikovic (* 6. Mai 1989 in Prilep, SFR Jugoslawien) ist eine ehemalige Schweizer Tennisspielerin mazedonischer Herkunft.

## Karriere
Amra Sadikovic lebt in Birr und besitzt seit 2007 den Schweizer Pass. Sie begann im Alter von neun Jahren Tennis zu spielen. Auf dem ITF Women’s Circuit gewann sie acht Titel im Einzel und 15 im Doppel.
Den ersten Titel gewann Sadikovic im Juni 2008 beim $10.000-Turnier in Davos. 2011 gewann sie als Qualifikantin ein $50.000-Turnier in Toronto.
Im April 2009 spielte sie erstmals für die Schweiz im Fed Cup, als es gegen Australien um den Verbleib in der Weltgruppe ging. Ihre erste Partie gegen Samantha Stosur verlor sie klar in zwei Sätzen. Inzwischen weist ihre Fed-Cup-Bilanz sieben Siege bei sechs Niederlagen aus.
Die gebürtige Mazedonierin musste wegen eines Burnout-Syndroms 18 Monate pausieren.
Im Mai 2014 erklärte sie ihren sofortigen Rücktritt. Bereits Mitte 2015 nahm sie jedoch ihre Wettkampfkarriere wieder auf.
In Wimbledon konnte sie sich 2016 erstmals für das Hauptfeld eines Grand-Slam-Turniers qualifizieren; gegen die Nummer eins, Serena Williams, musste sie sich in der ersten Runde allerdings mit 2:6 und 4:6 geschlagen geben.
Ihr letztes Profiturnier bestritt Sadikovic im Oktober 2018 und wird seit September 2019 nicht mehr in den Weltranglisten geführt.

## Turniersiege

### Einzel
| Nr. | Datum             | Turnier   | Kategorie   | Belag             | Finalgegnerin             | Ergebnis       |
| --- | ----------------- | --------- | ----------- | ----------------- | ------------------------- | -------------- |
| 1.  | 16. Juni 2008     | Davos     | ITF $10.000 | Sand              | Michaela Pochabová        | 7:65, 7:63     |
| 2.  | 15. März 2010     | Wetzikon  | ITF $10.000 | Teppich (Halle)   | Nina Zander               | 7:5, 7:5       |
| 3.  | 16. August 2010   | Innsbruck | ITF $10.000 | Sand              | Ellen Barry               | 6:4, 6:2       |
| 4.  | 31. Oktober 2011  | Toronto   | ITF $50.000 | Hartplatz (Halle) | Gabriela Dabrowski        | 6:4, 6:2       |
| 5.  | 28. November 2011 | Vendryně  | ITF $25.000 | Hartplatz (Halle) | Karolína Plíšková         | 5:7, 6:1, 7:65 |
| 6.  | 26. März 2012     | Fällanden | ITF $10.000 | Teppich (Halle)   | Sarah-Rebecca Sekulic     | 6:3, 6:2       |
| 7.  | 30. April 2012    | Chiasso   | ITF $25.000 | Sand              | Tereza Mrdeza             | 6:3, 6:3       |
| 8.  | 11. November 2012 | Helsinki  | ITF $25.000 | Teppich (Halle)   | Anna Karolína Schmiedlová | 6:4, 6:0       |

### Doppel
| Nr. | Datum            | Turnier             | Kategorie   | Belag             | Partnerin         | Finalgegnerinnen                     | Ergebnis           |
| --- | ---------------- | ------------------- | ----------- | ----------------- | ----------------- | ------------------------------------ | ------------------ |
| 1.  | 20. April 2008   | Bol                 | ITF $10.000 | Sand              | Naomi Broady      | Tina Obrez Anja Prislan              | 6:4, 6:3           |
| 2.  | 28. Juni 2009    | Davos               | ITF $10.000 | Sand              | Xenia Knoll       | Marcella Koek Lisa Sabino            | 7:5, 6:1           |
| 3.  | 14. März 2010    | Buchen              | ITF $10.000 | Teppich (Halle)   | Iryna Burjatschok | Simona Dobrá Tereza Hladíková        | 7:5, 6:3           |
| 4.  | 21. März 2010    | Wetzikon            | ITF $10.000 | Teppich (Halle)   | Xenia Knoll       | Simona Dobrá Tereza Hladíková        | 6:4, 7:65          |
| 5.  | 27. Februar 2011 | Portimão            | ITF $10.000 | Hartplatz         | Ani Mijacika      | Ksenia Gospodinova Dejana Raickovic  | 6:1, 7:64          |
| 6.  | 20. März 2011    | Fällanden           | ITF $10.000 | Teppich (Halle)   | Xenia Knoll       | Dalila Jakupović Anja Prislan        | 6:3, 6:3           |
| 7.  | 10. April 2011   | Šibenik             | ITF $10.000 | Sand              | Mateja Kraljevic  | Simona Dobrá Tereza Hladíková        | 7:5, 6:3           |
| 8.  | 26. Juni 2011    | Lenzerheide         | ITF $25.000 | Sand              | Ani Mijacika      | Nikola Hofmanova Romana Tabak        | 4:6, 6:2, 6:4      |
| 9.  | 01. April 2012   | Fällanden           | ITF $10.000 | Teppich (Halle)   | Xenia Knoll       | Lara Michel Emily Webley-Smith       | 6:73, 6:4, [12:10] |
| 10. | 28. Oktober 2012 | Ismaning            | ITF $75.000 | Teppich (Halle)   | Romina Oprandi    | Jill Craybas Eva Hrdinová            | 4:6, 6:3, [10:7]   |
| 11. | 27. Januar 2013  | Andrézieux-Bouthéon | ITF $25.000 | Hartplatz (Halle) | Ana Vrljić        | Margarita Gasparjan Olha Sawtschuk   | 5:7, 7:5, [10:4]   |
| 12. | 27. Februar 2016 | Kreuzlingen         | ITF $50.000 | Teppich (Halle)   | Antonia Lottner   | Tena Lukas Bernarda Pera             | 5:7, 6:2, [10:5]   |
| 13. | 24. Juni 2017    | Lenzerheide         | ITF $25.000 | Sand              | Nina Stadler      | Gabriela Cé Catalina Pella           | 2:6, 6:4, [10:1]   |
| 14. | 18. August 2017  | Montreux            | ITF $25.000 | Sand              | Xenia Knoll       | Michaela Hončová Isabella Schinikowa | 6:2, 7:5           |
| 15. | 9. Februar 2018  | Grenoble            | ITF $25.000 | Hartplatz (Halle) | Eva Wacanno       | Estelle Cascino Elixane Lechemia     | 4:6, 6:1, [10:6]   |